# كولن ووكر
كولن ووكر (بالإنجليزية: Colin Walker)‏ (1 مايو 1958 المملكة المتحدة - ) هو لاعب كرة قدم بريطاني يلعب كمهاجم.

## وصلات خارجية
كولن ووكر على موقع الاتحاد الدولي (مؤرشف)  (الإنجليزية)
- كولن ووكر على موقع قاعدة بيانات كرة القدم.إي يو (الإنجليزية)
- كولن ووكر على موقع ناشيونال فوتبول تيمز (الإنجليزية)